# Light Me Up (singel Birdy)
„Light Me Up” – singel brytyjskiej piosenkarki Birdy. Utwór został wydany 23 lutego 2014 roku przez wytwórnię płytową Warner Music Group jako trzeci singel piosenkarki z jej drugiego albumu studyjnego, zatytułowanego Fire Within. Tekst utworu został napisany przez samą piosenkarkę oraz Treya Starxxa i Toma Hulla, natomiast jego produkcją zajął się Rich Costey.

## Notowania na listach przebojów
| Notowanie (2014)                        | Najwyższa pozycja |
| --------------------------------------- | ----------------- |
| Belgia (Ultratip 50 Singles (Flandria)) | 2                 |
| Belgia (Ultratip 50 Singles (Walonia))  | 6                 |